# سارتجي بارتمان
سارتجي بارتمان (Saartjie Baartman)، المعروفة أيضا بـ سارة بارتمان (1789 - 29 ديسمبر، 1815).

## حياتها
ولدت سارتجي بارتمان لأحد القبائل الأفريقية المعروفة بـ (خوي خوي) والتي يعتقد أنها كانت أول القبائل التي سكنت جنوب أفريقيا في شرق الكيب في جنوب أفريقيا على ضفاف نهر جامتوس. يكتب اسمها بالإنجليزية هكذا Saartjie وينطق Sahr-chee ، وترجمته الحرفية تعني «سارة الصغيرة» وهو ما يستخدمه الأفارقة كنوع من التحبب للشخص ودلالة على القرب له وليس تعبيرا عن صغر القامة.
عملت سارة بارتمان كخادمة لفلاحين هولانديين وهي في العشرين من عمرها، وأثناء عملها لفتت نظر جراح بريطاني جاء زائرا ويدعى دنلوب William Dunlop . ما لفت نظره فيها هو حجم مؤخرتها الكبير جدا والذي تشتهر به نساء قبيلة الخوي خوي وهو ما يسمى بـ steatopygia . وافقت سارة على السفر مع دانلوب إلى بريطانيا بعد أن وعدها بالشهرة والثراء على أن تذهب كموضوع لعلم البحث والتشريح بسبب شكل جسمها الغريب.
رواية أخرى «مزعومة» تقول أنه: عندما اقترح Hendrick Cezar ، أخو أرباب العمل الذين تعمل عندهم بارتمان، أن تسافر إلى إنجلترا لتعمل في السيرك، ووعدها بالثراء والشهرة. سمح لها اللورد كاليدون Caledon ، وهو محافظ المنطقة، بالسفر في رحلتها هذه، لكنه ندم على ذلك فيما بعد بعد أن عرف الغرض الرئيسي من الرحلة.

### لندن
ذهبت سارة إلى لندن وهي في الواحد والعشرين من عمرها سنة 1810. خضعت في بداية الأمر لعدد من الدراسات لتشريح جسمها الغريب. كانت سارة تعرض في سيرك (بيكاديللي) تحت إشراف مدرب «الحيوانات» المفترسة. كان يسمح للمشاهدين بلمس مؤخرتها الكبيرة مقابل زيادة في سعر التذكرة. والهوتينتوت هو اللفظ الذي كان يستخدمه الهولنديين للدلالة على قبيلة الخوسيان الأفريقية بسبب لغتهم الغريبة والتي تحتوي على كثيرا من «الطقطقة» باللسان أثناء الكلمات. في رواية أن هذه اللفظة معناها «المتلعثمون». لم تسمح سارة بارتمان لهذه الخاصية الأخيرة بالظهور طوال فترة حياتها.
أجبرت سارة على العمل في السيرك وكان يتم عرضها وهي عارية تماما، وكانت تجبر على القيام بعروض تظهر فيها كحيوان مفترس حيث أنها تؤمر الجلوس والوقوف، وكانت تحبس في قفص للحيوانات المفترسة وتجبر على الرقص لسجانيها. كان المفترض أن بارتمان تجني نصف الدخل الوارد من العروض التي تقدمها، لكن الحقيقة أنها لم تر منه إلا القليل.
أثارت الأنباء المتناقلة عن المعاملة التي تلقتها سارة بعض الأصوات الحية مما أدى إلى تكوين «الرابطة الأفريقية» (بالإنجليزية: African Association) للمطالبة بإطلاق سراح سارة. في هولندا، تمت مساءلة سارة بارتمان أمام القضاء وقد أوضحت بأن ما تقوم به هو بكامل إرادتها وأنها ليست تحت أي ضغوط وأنها تتقاضى نصيبها من الدخل. تبقى الظروف التي أدلت تحتها سارة بهذا التصريح مجهولة، لأن ما قالت في المحكمة مناقض تماما للوثيقة القانونية التي كتبها زكاري ماكاولي Zachary Macaulay من الهيئة الأفريقية وشهود عيان آخرون (Strother 1999).
يبدو أن أول الأشخاص الذين ثاروا لقضيتها ثائر من جاميكا يدعى روبرت ويدربيرن. تاريخ ويدربيرن في الكفاح طويل، حيث تم اعتقاله عدة مرات لأنه طالب بحق العبيد في أن يثوروا ويقتلوا سيدهم الأبيض بلا محاكمة. هكذا وجد البريطانيون أنهم مضطرون لمنع ظهور سارة في السيرك بعد الضوضاء التي أثارها ويدربيرن. لكن المحكمة البريطانية احتجت بأن سارة مرتبطة بعقد مع دنلوب.

### إلى باريس
بعد أربع سنوات من قدومها إلى لندن، تم نقل سارة إلى باريس أيضا لتعمل في السيرك تحت إمرة مدرب للحيوانات المفترسة حيث بقيت هناك خمسة عشر شهرا. درس كثير من العلماء التشريحيين هناك جسدها باعتباره «ظاهرة» وعلى رأسهم Baron Cuvier البارون جورج كوفييه، وهو الجراح الخاص بنابليون بونابارت. على أساس ذلك تم نشر عدد من الدراسات التشريحية المزورة ومفادها أن أجسام الأفارقة متشابه مع القردة وأن الجنس الأوروبي هو الجنس السامي.
يبدو أن التشريح الجسمي الغريب لسارة ألهم بعض «المبدعين» الفرنسيين، فتم تأليف مسرحية هزلية في الأوبرا الفرنسية الهزلية. تدعى هذه المسرحية فينوس الهوتنتوت أو «المكروهة للنساء الفرنسيات» Hottentot Venus or Hatred to French Women ، وهي عبارة عن خليط من الفلسفات العرقية والفنتازيا الجنسية التي شغلت المجتمع الأوروبي لفترة وقتها. يبدو أيضا أن سارة استغلت في ما هو أسوء بعد ذلك إذ أنها اشتغلت في الدعارة، كما يروى أنها أفرطت في الشراب علها تهرب من الذل والمهانة التي تتعرض لهما يوميا.

## وفاتها
حزينة ووحيدة، توفيت سارة عام 1816 من غير أن تذرف عليها دمعة واحدة بسبب مرض ما. حقيقة هذا المرض غير معروفة لكن يبدو أنه التهاب الرئة أو الزهري. لم تنته رحلة عذابها بموتها، فحتى بعد موتها تعرضت جثتها للإهانة حيث أنه خلال أقل من أربعة وعشرين ساعة بعد وفاتها تم تشريح جثتها بواسطة العالم كوفييه حيث انتزع منها المخ وبعض الأجزاء الحساسة، واحتفظ بها في الفورمالين، ثم احتفظ بهيكلها العظمي ليصنع منه قالبا للجسد. تم عرض رفات سارة في متحف في باريس يدعى Musee de l'Homme (Museum of Mankind) أي متحف الإنسان. هناك أيضا تابع كوفييه دراسته في التشريح المقارن محاولا أن يثبت أنها أقرب إلى القرد، بالذات إنسان الغاب أورانج أوتان orangutan. في عام 1974 تم ازالة هذه الرفات من المتحف في باريس وفقًا لتعدد الشكاوي بأن عرضها يسيء للنساء و يعتبر تشيء مهين لجسد المرأة ووضعت في المخزن ونسي أمرها تماما.
لكن يبدو أن المجتمع الأفريقي لم ينس أبدا. ظهرت في ذلك الوقت محاولات متفرقة لاستعادة رفات سارة برتمان، لكن أول محادثات جادة كانت في عام 1994، عندما تولى نيلسون مانديلا الحكم حيث أجرى محادثات مع الحكومة الفرنسية مطالبا باستعادة جسد سارة. أخذت المحادثات فترة طويلة جدا حتى كان عام 2002، السادس من مارس، حيث تم أخيرا السماح لجسد سارة بالعودة إلى أرض الوطن. قال وزير الأبحاث الفرنسي Roger-Gerard Schwartzenberg : «فرنسا تريد أن تعيد الكرامة لسارجيتي بارتمان، لأنها أذلت كإمراة واضطهدت كأفريقية». وقال السفير Thuthukile Skweyiya : «ستبدأ سارة بارتمان رحلتها الأخيرة عائدة للوطن، عائدة إلى جنوب أفريقيا الحر، الديموقراطي، حيث لا توجد هناك تفرقة بين الجنسين أو بين الشعوب. إنها رمز لحاجتنا القومية لنواجه ماضينا ونعيد الكرامة لكل مواطنينا».
بعد حوالي 200 عام من الغربة والمهانة تم نقل رفات سارة إلى مطار كاب، حيث عادة إلى قريتها غامووت، مكان ميلادها، حيث تم دفن رفاتها مغطاة بعلم جنوب أفريقيا. كان حفل تأبينها في التاسع من أغسطس 2002، في يوم المرأة العالمي.
كتبت الشاعرة الأوروبية ديانا فيرراس Diana Ferrus، وهي أصلاً من جنوب أفريقيا من قبيلة الخويسان شعراً بعنوان «قصيدة سارتيجي بارتمان»، وكانت هذه القصيدة سبباً في رجوع سارة، وكانت ديانا صاحبة الدعوة لعودة سارة، وأحد الثلاثة الذين اصطحبوا سارة للعودة لمقرها الأخير.